# Dragash Point
Der Dragash Point (englisch; bulgarisch нос Драгаш nos Dragasch) ist eine Landspitze, die den südlichen Ausläufer von Dee Island im Archipel der Südlichen Shetlandinseln bildet. Sie liegt 0,89 km nordnordwestlich des Agüedo Point und 1,06 km nordöstlich des Brusen Point.
Britische Wissenschaftler kartierten sie 1968, chilenische 1971, argentinische 1980 und bulgarische in den Jahren 2005 und 2009. Die bulgarische Kommission für Antarktische Geographische Namen benannte sie 2010 nach der Ortschaft Dragesch Wojwoda im Norden Bulgariens.